# Mănăștur, Arad
Mănăștur (sârbă Моноштор, maghiară Monostor) este un sat în comuna Vinga din județul Arad, Banat, România.

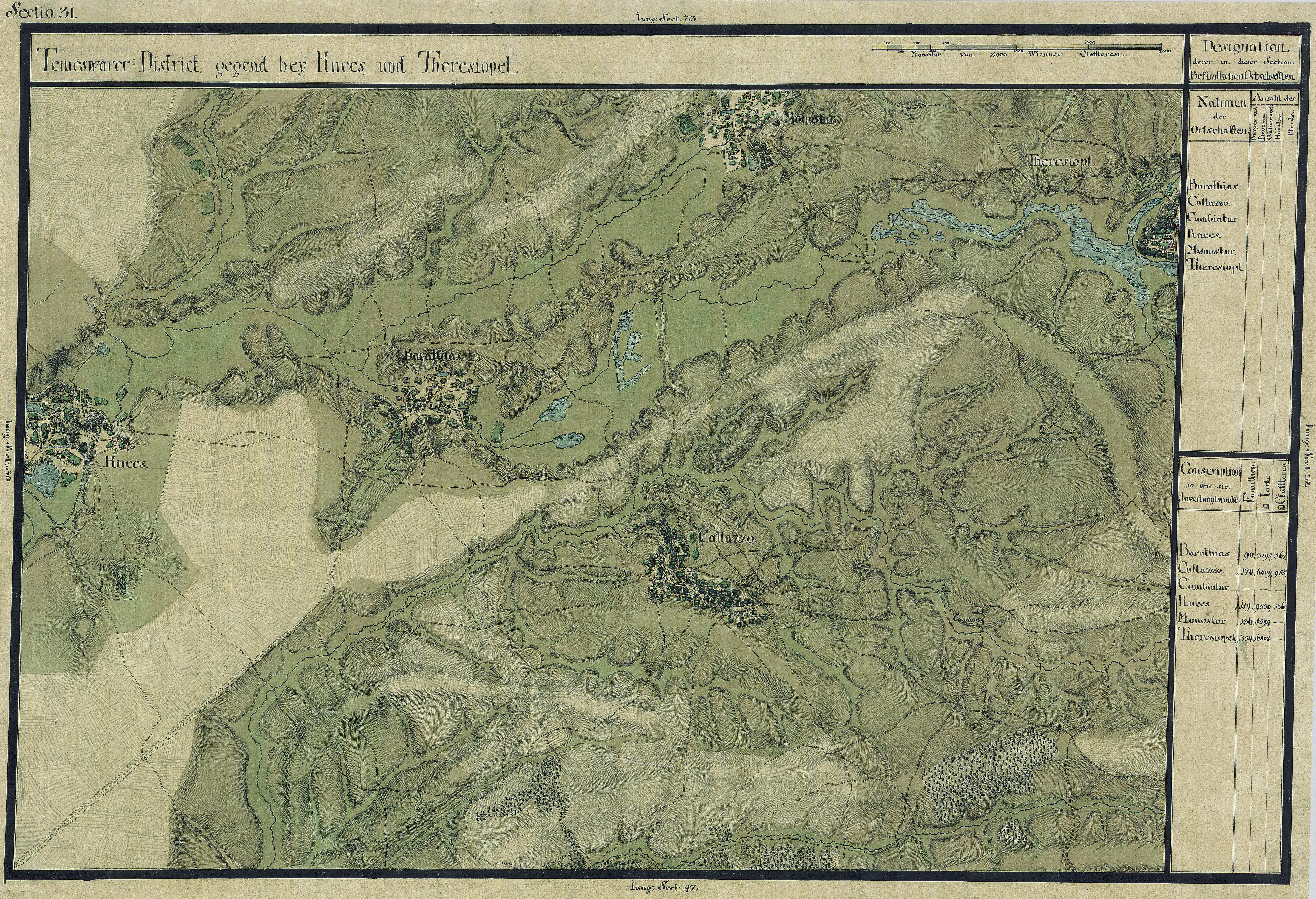
Mănăștur în Harta Iosefină a Banatului, 1769-72

Mănăștur este un sat mic, situat între Vinga și Gelu. Nu depășește 1000 de persoane, este situat la o distanță de circa 30 de kilometri de municipiul Arad. Are ca vecini satul Vinga și satul Mailat la o distanță de 4 kilometri. Mănășturul este cunoscut dintre toate satele din vecinătatea sa prin faptul că este singura localitate din zonă în care se găsește un castel, așezat la marginea satului. Populația Mănășturului este alcătuită dintr-o majoritate de credincioși, din care 80% sunt ortodocși, 15% catolici și un 5% protestanți. Are 4 biserici, una ortodoxă, două catolice (pentru slovaci și sârbi) și una protestantă. Mai are și 6 alimentare, 1 bar și o discotecă. Aici se mai gaseste si o gradinita si o scoala (clasele 0-VIII).